# Фам Ван Куен
Фам Ван Куе́н (вьет. Phạm Văn Quyến; род. 29 апреля 1984, Хынгтиен, Нгеан, Вьетнам) — вьетнамский футболист, нападающий. Выступал за сборную Вьетнама.

## Карьера
В 12 лет попал в детскую команду клуба «Сонглам Нгеан». В 1999 году стал лучшим игроком юношеского чемпионата Вьетнама (до 16 лет).
В 2000 году дебютировал в юношеской сборной страны. В финальном турнире юношеского чемпионата Азии (до 16 лет) Вьетнам занял четвёртое место, а Фам Ван Куен был признан одним из лучших игроков турнира. После такого яркого дебюта о Ван Куене стали говорить, как о самом перспективном футболисте страны и возможном наследнике Ле Хюинь Дыка. Специалисты выделяли скорость, дриблинг и поставленный удар молодого футболиста.
В 2003 году в составе молодёжной сборной (до 23 лет) завоевал серебряные медали на Играх Юго-Восточной Азии (SEA Games). По результатам сезона был признан лучшим футболистом Вьетнама.
В 2005 году Вьетнам вновь занял второе место на Играх Юго-Восточной Азии, однако пресса подвергла игру Ван Куена резкой критике. А вскоре разгорелся скандал: несколько футболистов сборной были обвинены в получении денег от игроков на тотализаторе. Они должны были повлиять на результат матча группового этапа с Мьянмой (впрочем, этот матч Вьетнам выиграл со счётом 1:0). Ван Куен и его партнёр по команде Ле Куок Выонг были арестованы. В январе 2007 года суд приговорил Ван Куена к двум годам лишения свободы условно. Кроме того, ему было запрещено выступать во всех турнирах под эгидой ВФФ вплоть до 2011 года.
В 2009 году дисквалификация была прекращена, и Ван Куен получил возможность вернуться в свой клуб. Однако он по-прежнему не имеет права выступать в международных соревнованиях.

## Достижения
- Лучший футболист Вьетнама: 2003
- Чемпионат АСЕАН: 3-е место 2002
- Игры Юго-Восточной Азии: 2-е место 2003, 2005
- Чемпионат Вьетнама: 3-е место 2009